# Gonzalagunia whitei
Gonzalagunia whitei är en måreväxtart som först beskrevs av Henry Hurd Rusby, och fick sitt nu gällande namn av Paul Carpenter Standley. Gonzalagunia whitei ingår i släktet Gonzalagunia och familjen måreväxter.
Artens utbredningsområde är Bolivia. Inga underarter finns listade i Catalogue of Life.